# Nogent-le-Roi
Pour les articles homonymes, voir Nogent.
Pour la ville de la Haute-Marne, qui a porté dans le passé le nom de Nogent-le-Roi, voir Nogent (Haute-Marne).
Nogent-le-Roi est une commune française située dans le département d'Eure-et-Loir en région Centre-Val de Loire.

## Géographie

### Situation
Nogent-le-Roi est située dans la vallée de l'Eure, qui traverse la ville.

Nogent-le-Roi se trouve à 8 km de Maintenon, 12 km d'Épernon, 18 km de Dreux et 27 km de Chartres et de Rambouillet.

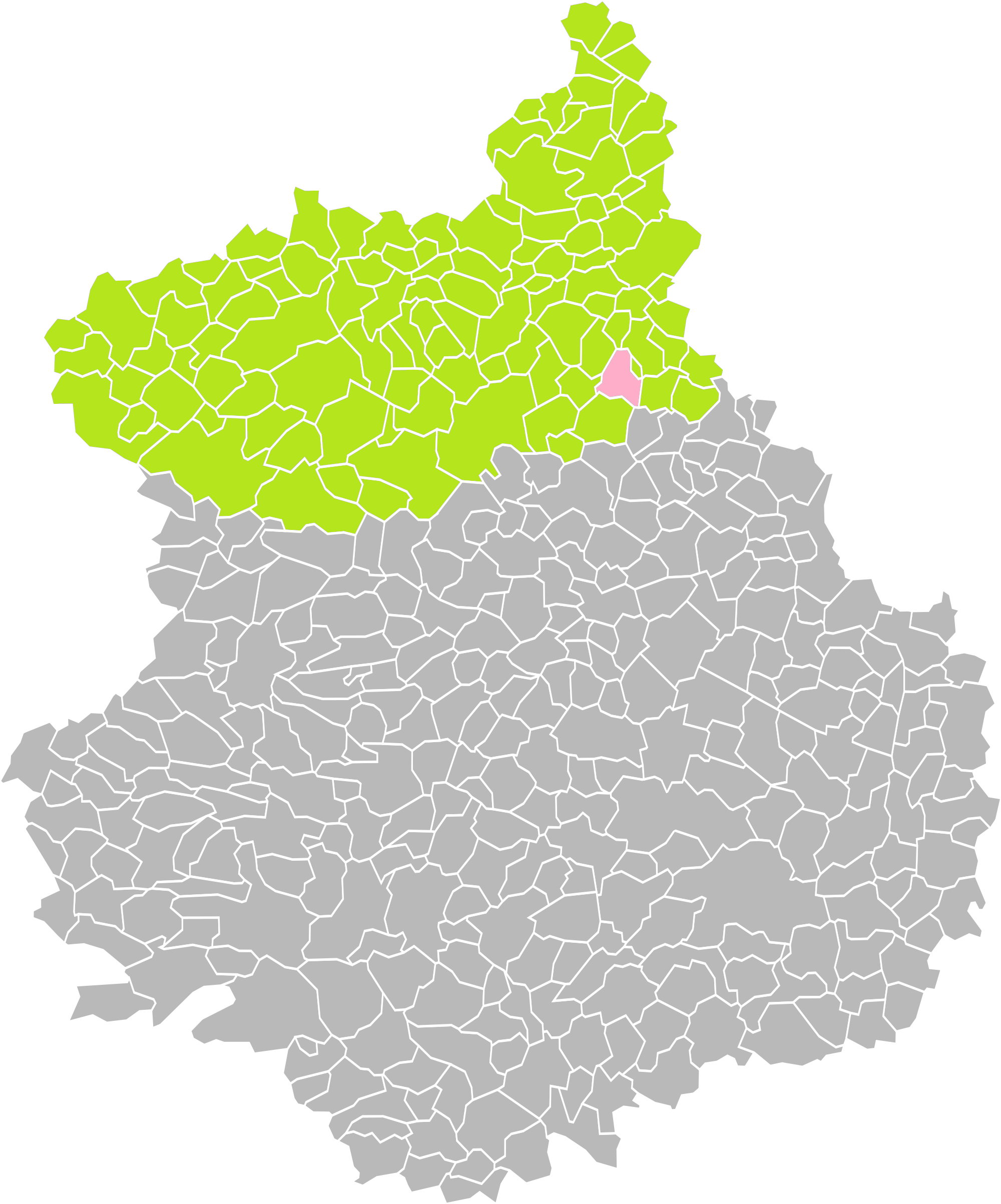
Position de Nogent-le-Roi (en rose) dans l'arrondissement de Dreux (en vert) du département d'Eure-et-Loir (grisé).

### Communes limitrophes
| Chaudon | Bréchamps     | Coulombs            |
| Ormoy   | Nogent-le-Roi | Lormaye             |
| Néron   | Pierres       | Villiers-le-Morhier |

### Anciennes communes, hameaux et écarts
En 1972, la commune de Vacheresses-les-Basses est rattachée par fusion association à Nogent-le-Roi.

### Transports et voies de communications

#### Réseau routier
La ville est au carrefour des routes D 983, D 4, D 26 et D 929.
La construction d'un contournement de la ville par l'ouest est en cours depuis 2007.

#### Desserte ferroviaire
Les gares SNCF les plus proches sont celles de Maintenon et d'Épernon.

#### Bus
La commune est desservie par la ligne 89 et la ligne 8 du Rémi (Dreux - Nogent-le-Roi - Maintenon).

### Climat
Pour des articles plus généraux, voir Climat du Centre-Val de Loire et Climat d'Eure-et-Loir.
En 2010, le climat de la commune est de type climat océanique dégradé des plaines du Centre et du Nord, selon une étude du CNRS s'appuyant sur une série de données couvrant la période 1971-2000. En 2020, Météo-France publie une typologie des climats de la France métropolitaine dans laquelle la commune est dans une zone de transition entre le climat océanique et le climat océanique altéré et est dans la région climatique  Sud-ouest du bassin Parisien, caractérisée par une faible pluviométrie, notamment au printemps (120 à 150 mm) et un hiver froid (3,5 °C). 
Pour la période 1971-2000, la température annuelle moyenne est de 10,7 °C, avec une amplitude thermique annuelle de 14,6 °C. Le cumul annuel moyen de précipitations est de 623 mm, avec 10,6 jours de précipitations en janvier et 7,9 jours en juillet. Pour la période 1991-2020, la température moyenne annuelle observée sur la station météorologique de Météo-France la plus proche, sur la commune de Houx à 11 km à vol d'oiseau, est de 11,2 °C et le cumul annuel moyen de précipitations est de 622,1 mm,. Pour l'avenir, les paramètres climatiques de la commune estimés pour 2050 selon différents scénarios d'émission de gaz à effet de serre sont consultables sur un site dédié publié par Météo-France en novembre 2022.

## Urbanisme

### Typologie
Au 1er janvier 2024, Nogent-le-Roi est catégorisée petite ville, selon la nouvelle grille communale de densité à 7 niveaux définie par l'Insee en 2022.
Elle appartient à l'unité urbaine de Nogent-le-Roi, une agglomération intra-départementale dont elle est ville-centre,. Par ailleurs la commune fait partie de l'aire d'attraction de Paris, dont elle est une commune de la couronne,. 

### Occupation des sols

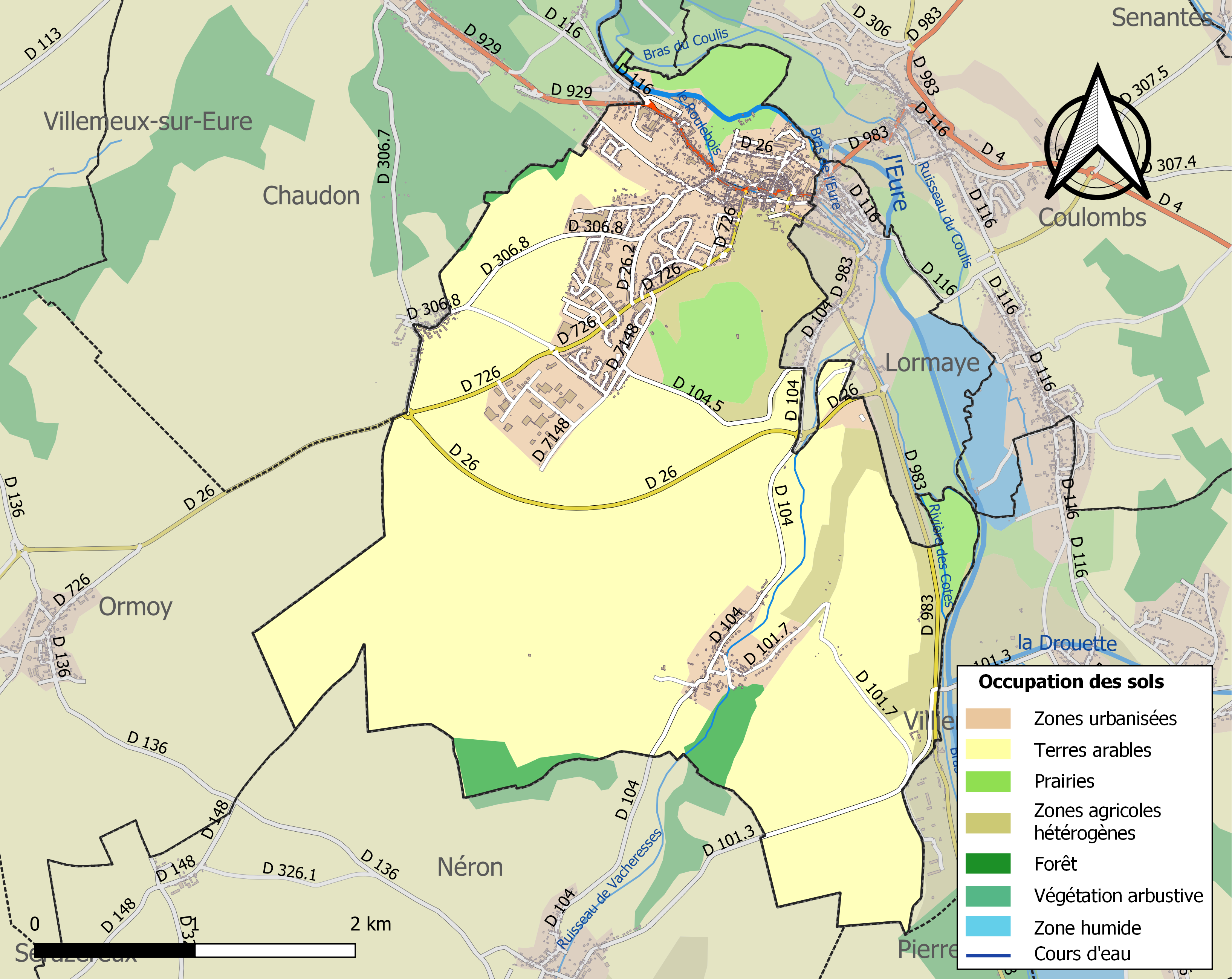
Carte des infrastructures et de l'occupation des sols de la commune en 2018 (CLC).

L'occupation des sols de la commune, telle qu'elle ressort de la base de données européenne d’occupation biophysique des sols Corine Land Cover (CLC), est marquée par l'importance des territoires agricoles (80,3 % en 2018), en augmentation par rapport à 1990 (75,8 %). La répartition détaillée en 2018 est la suivante : 
terres arables (66,7 %), zones urbanisées (17,1 %), zones agricoles hétérogènes (7,3 %), prairies (6,4 %), forêts (2,6 %).
L'IGN met par ailleurs à disposition un outil en ligne permettant de comparer l’évolution dans le temps de l’occupation des sols de la commune (ou de territoires à des échelles différentes). Plusieurs époques sont accessibles sous forme de cartes ou photos aériennes : la carte de Cassini (XVIIIe siècle), la carte d'état-major (1820-1866) et la période actuelle (1950 à aujourd'hui).

### Risques majeurs
Le territoire de la commune de Nogent-le-Roi est vulnérable à différents aléas naturels : météorologiques (tempête, orage, neige, grand froid, canicule ou sécheresse), inondations, mouvements de terrains et séisme (sismicité très faible). Il est également exposé à un risque technologique, le transport de matières dangereuses. Un site publié par le BRGM permet d'évaluer simplement et rapidement les risques d'un bien localisé soit par son adresse soit par le numéro de sa parcelle.

#### Risques naturels
Certaines parties du territoire communal sont susceptibles d’être affectées par le risque d’inondation par débordement de cours d'eau et par ruissellement et coulée de boue, notamment l'Eure. La commune a été reconnue en état de catastrophe naturelle au titre des dommages causés par les inondations et coulées de boue survenues en 1999, 2000 et 2018,.

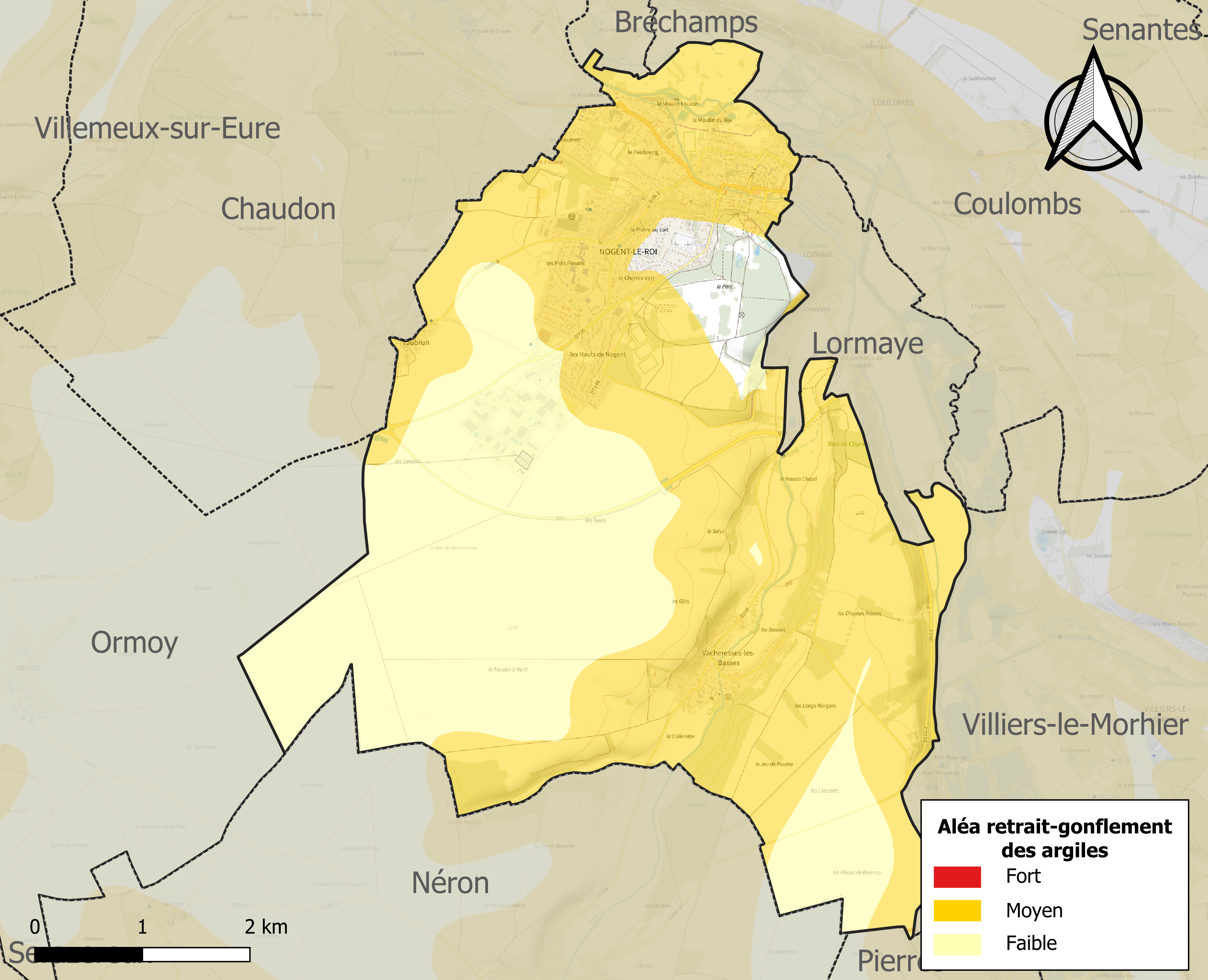
Carte des zones d'aléa retrait-gonflement des sols argileux de Nogent-le-Roi.

Les mouvements de terrains susceptibles de se produire sur la commune sont des affaissements et effondrements liés aux cavités souterraines. L'inventaire national des cavités souterraines permet de localiser celles situées sur la commune.
Le retrait-gonflement des sols argileux est susceptible d'engendrer des dommages importants aux bâtiments en cas d’alternance de périodes de sécheresse et de pluie. 58,9 % de la superficie communale est en aléa moyen ou fort (52,8 % au niveau départemental et 48,5 % au niveau national). Sur les 1 219 bâtiments dénombrés sur la commune en 2019, 1102 sont en aléa moyen ou fort, soit 90 %, à comparer aux 70 % au niveau départemental et 54 % au niveau national. Une cartographie de l'exposition du territoire national au retrait gonflement des sols argileux est disponible sur le site du BRGM,.
Concernant les mouvements de terrains, la commune a été reconnue en état de catastrophe naturelle au titre des dommages causés par des mouvements de terrain en 1999.

#### Risques technologiques
Le risque de transport de matières dangereuses sur la commune est lié à sa traversée par des infrastructures routières ou ferroviaires importantes ou la présence d'une canalisation de transport d'hydrocarbures. Un accident se produisant sur de telles infrastructures est en effet susceptible d’avoir des effets graves au bâti ou aux personnes jusqu’à 350 m, selon la nature du matériau transporté. Des dispositions d’urbanisme peuvent être préconisées en conséquence.

## Toponymie
Le nom de la localité est attesté sous les formes Novigentum Castrum en 1028, Nogentum Eremberti en 1040("Nogent l'Erembert", nom dû à la famille Erembert qui y vivait au XIe siècle, Nungentum en 1179, Nogentum Columbense en 1200(en raison de sa proximité de Coulombs), Nogentum Loirembert en 1260, Nougent le Roi en   1282, Nogent le Rambert en 1298, Nogentum Regis en 1300 (Polyptyque de Chartres), Nogen le Roi en 1612 (terrier de la Musse), Saint Sulpice de Nogent le Roy en 1736 (pouillé), Nogent le Roulebois en 1793.
La mention la plus ancienne de Nogent-le-Roi est Novigentum castrum en 1028. Ce toponyme, comme la plupart des Nogent de France vient du gaulois novio- signifiant « nouveau », et le suffixe *-entum indiquant "un habitat", Nogent signifie « le nouveau village »,.
Le déterminant, « du roi », apparaît sous le règne de Philippe Auguste. Nogent-le-Roi fut une ville où les rois de France ont souvent fait rédiger leurs actes de souverains, comme Pacy-sur-Eure ou Pont-de-l'Arche.

## Histoire

### Antiquité
Située au cœur du pays des Carnutes, une ville gallo-romaine porte le nom de Noviomagus. C'est un marché, une ville de foires, dont les traces archéologiques se situent à Senantes, à 4 km.

### Moyen Âge
Dans le courant du Xe siècle, la ville passe sous la suzeraineté des comtes de Chartres, et donc des comtes de Blois-Champagne. C'est Hugues de Blois, un frère aîné d'Eudes Ier de Blois, qui récupère l'abbatiat laïc de l'abbaye de Coulombs et ainsi l'avouerie du domaine situé à Nogent.
En 986, ses probables enfants héritent de ses charges : Hugues de Beauvais hérite de la seigneurie châtelaine de Nogent et son frère cadet Roger Ier, futur évêque de Beauvais, de la seigneurie abbatiale de Coulombs.
Hugues de Beauvais est assassiné en 1008 ; si Roger Ier récupère ses charges à Dreux, c'est leur neveu par alliance Isembart ou Erambert qui héritera du titre de châtelain de Nogent. C’est le fils d’un premier mariage de Renart de Broyes, l'époux de leur sœur Héloïse de Pithiviers. Il représentera avec sa belle-mère les intérêts de la Maison de Blois.
En 1028, la ville est appelée Novigentum Castrum dans la charte de refondation de Coulombs. Le bourg castral se développe au point qu'on l'appelle aussi Nogent-l'Erambert ou en latin Novigentum Eremberti.
Hugues Bardoul, fils aîné d'Isembart, hérite ensuite de Nogent. Il est également seigneur de Pithiviers, de Broyes et de Beaufort en Champagne. Les maîtres de la ville et du château sont appelés seigneurs, barons, ou plus volontiers châtelains de Nogent.
La fille d'Hugues Bardoul, Isabelle de Broyes († 1066), dame châtelaine de Nogent quamdan dominam de Novigento, épouse Simon Ier de Montfort. Leur fils Amaury II de Montfort-l'Amaury (1056 - † 1089) prend la ville et le château, alors une motte, en 1080. À sa mort, sa sœur Isabeau de Montfort (Amaury II et Isabeau avaient pour demi-sœur et demi-frère la célèbre Bertrade, Simon II et Amaury III) transmet Nogent aux Tosny de Conches par son mariage avec Raoul (Ralph) II ou III le Vieux † 1102 < Raoul III ou IV < Roger II ou III < Raoul IV ou V < Roger III ou IV († vers 1208/1209) < Raoul V ou VI († 1239). Mais vers 1203, le roi Philippe Auguste saisit tous les biens normands des Tosny à cause de leur fidélité à Jean sans Terre.
En 1125 la ville s'appelle Novionum, puis sur le Cartulaire de Dreux elle prend le nom de Nungetum en 1179. En 1180 un tournoi de chevaliers oppose Maintenon et Nogent (Nungetum). En 1208 : fondation de l'abbaye bénédictine Notre-Dame de Coulombs dont dépend Nogent. La ville est une place forte qui contrôle le chemin de Dreux à Chartres et à l'Eure. Elle s'appelle Nungetum-Columbense (Nogent-Coulombs).
En 1218, Philippe Auguste reçoit directement la ville en cadeau d'Isabelle/Elisabeth de Blois, comtesse de Chartres, fille de Thibaud V de Blois et suzeraine de Nogent : Nogent-le-Roi prend alors son nom actuel et appartient à la Couronne. La gabelle de Chartres doit donner tous les ans au Seigneur de Nogent-le Roi la charge d'un mulet de sel blanc. St Louis y séjourne régulièrement et y débute même un pèlerinage pieds nus vers Chartres, selon les mémoires de Joinville. Entre 1270 et 1285, la ville s'appelle alors Nogent-l'Isembert ou l'Esembert. Philippe III le Hardi y séjourne régulièrement. La ville s'appelle alors suivant les cas : Nogentum-Loirembert, Nogent-le-Rambert ou Nogent-le-Roi. En 1300 la ville est appelée Nogentum-Rega dans le polyptyque de Chartres.
Le comté de Chartres est acquis par Philippe IV le Bel en 1286, qui le donne en 1290 à son frère Charles de Valois, et la seigneurie-châtellenie de Nogent est confiée aux puînés de la famille royale, les comtes d'Évreux ensuite rois de Navarre (Louis d'Evreux, frère de Philippe le Bel et de Charles de Valois reçoit Anet, Montchauvet, Bréval, Mantes, Pacy et Nogent en octobre 1317 < Philippe d'Evreux, marié à sa petite-cousine Jeanne de France, fille de Louis X, petite-fille de Philippe le Bel et reine de Navarre < Charles II le Mauvais, roi de Navarre). Le 16 décembre 1325 Charles de France, comte de Valois, d'Alençon et de Chartres, fils de Philippe-le-Hardi meurt au château de Nogent-le-Roi chez son neveu Philippe-le-Sage, comte d'Evreux et roi de Navarre (ou à proximité, au Perray, juste au nord de Rambouillet).

### Dans laGuerre de Cent Ans
Le 22 août 1350, décès du fils de Charles de Valois, le Roi de France Philippe VI de Valois, à Nogent-Le-Roi (ou à l'abbaye de Coulombs, voisine) : Jean le Bon, son propre fils, présent, revient à Vincennes et devient roi de France. Nogent-le-Roi est alors la seconde ville du pays chartrain. Après la trahison de Charles le Mauvais fils de Philippe d'Evreux, Nogent-le-Roi et Anet reviennent à la Couronne de France en 1363, c'est-à-dire aux rois Valois. Début de la rénovation du château sur ordre de Charles V, 26 février 1378. La ville est connue pour ses draperies. Le château est un lieu de combat perpétuel sous les règnes de Charles VI et Charles VII. En 1421, la ville est prise par les Anglais, commandés par Henri V d'Angleterre. La ville est reprise par les Français commandé par Giraud de la Pallière pour le dauphin Charles VII en 1427. En 1428, la ville est prise par les Anglais commandé par le Comte de Salisbury, qui passe au fil de l'épée la garnison française.
Charles VII donne Nogent, Anet, Bréval et Montchauvet à son conseiller-chambellan Pierre de Brézé en décembre 1444. Sous Pierre de Brézé, comte de Maulévrier, Grand sénéchal de Normandie, Nogent reçoit en 1444 le titre de ville du Roi Charles VII. Pierre de Brézé, favori et homme de confiance du roi, bon capitaine, fait réédifier le château. La baronnie revient ensuite à son fils Jacques de Brézé Grand sénéchal de Normandie et gendre malheureux de Charles VII. Le 9 juillet 1445 Charles VII est au château.

### Une route piétonne et fluviale entre Chartres, Dreux et Rouen
- Le 23 avril 1464 : naissance de sainte Jeanne de France, seconde fille de Louis XI et de Charlotte de Savoie, au Château de Nogent-le-Roi.
- 1464 : 13 novembre Louis XI séjourne de nouveau à Nogent-le-Roi.
- Le 8 mai 1473, déclaration qui affirme que depuis plus de 25 ans l'Eure est navigable de Chartres à Nogent-le-Roi et de là à Rouen[47]. En 1477 : Jacques de Brézé  tue sa femme Charlotte de France, fille naturelle de Charles VII et d'Agnès Sorel, surprise en galante compagnie[48]. Pour le punir Louis XI lui retire la baronnie de Nogent-le-Roi qui revient à son fils Louis de Brézé[44], neveu du roi Louis, petit-fils de Charles VII et futur mari de Diane de Poitiers.
- En 1489, obligation est faite par la ville de Chartres aux habitants de Nogent-le-Roi d'entretenir le lit de l'Eure, le seigneur de Nogent-le-Roi et les habitants s'y opposent et rompent les écluses[49]. Ils sont condamnés par le Roi et le Parlement[50],[51],[52].
- 1494 : début de la construction de l'église St-Sulpice par Louis de Brézé, église qui ne sera jamais achevée. Le 14 août de la même année, Jacques de Brézé meurt à Nogent-le-Roi.
- 1503 : L'abbé Guillaume de Hargeville, (35e abbé de Coulombs de 1503 à 1515, dépendant de l'évêque de Chartres) s'oppose à Louis de Brézé, seigneur de Nogent-le-Roi, sur le droit de cens et de haute-justice portant sur plusieurs maisons du centre-ville qui relevaient de l'abbaye de Coulombs (maisons actuelles du centre du bourg face à l'église St-Sulpice)[53]. L'abbaye bénédictine de Coulombs perd ses privilèges sur Nogent-le-Roi en 1514[53].
- dans la première moitié du XVIe siècle, le financier Jean Cottereau (vers 1458-1530), seigneur de Maintenon, est dit seigneur de Nogent-le-Roi, puis sa fille Isabeau († vers 1554) épouse en 1526 de Jacques Ier d'Angennes († 1562).

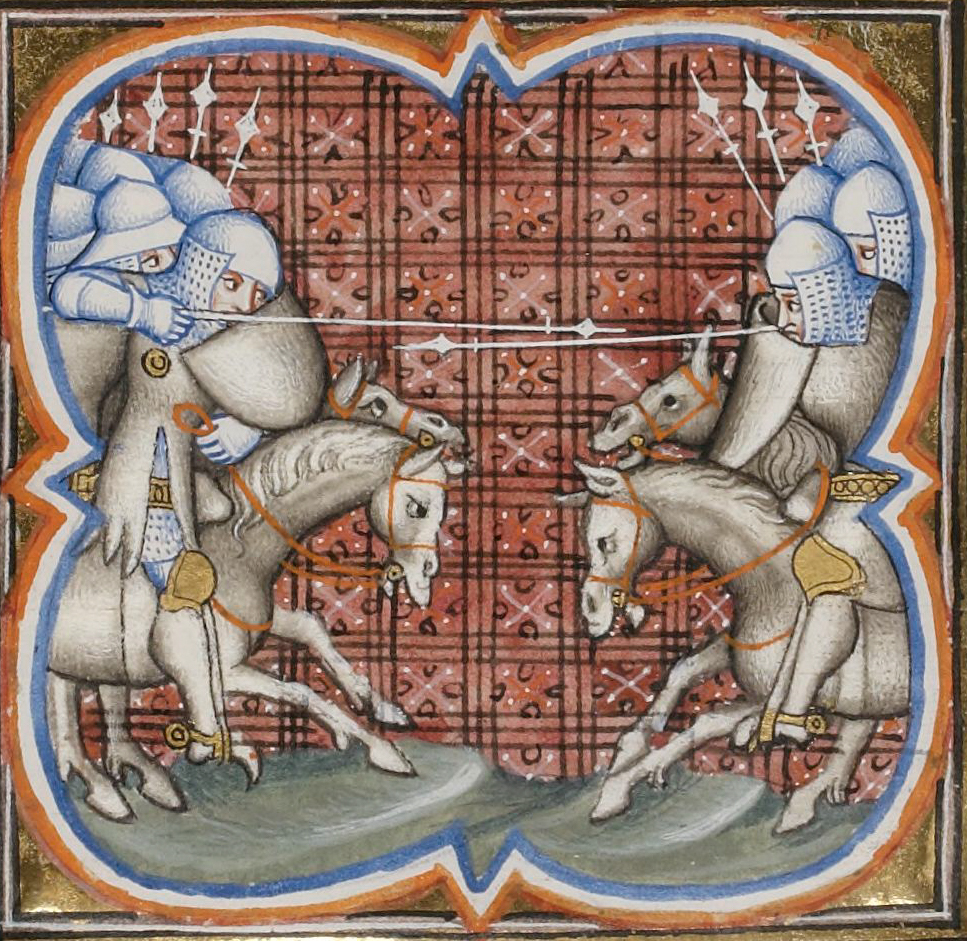
Enluminure anonyme du XIVe siècle (Grandes Chroniques de France, BNF, Ms français 2813, fol. 252v.). Un combat de chevaliers, ici la bataille de Muret gagnée par Simon de Monfort.
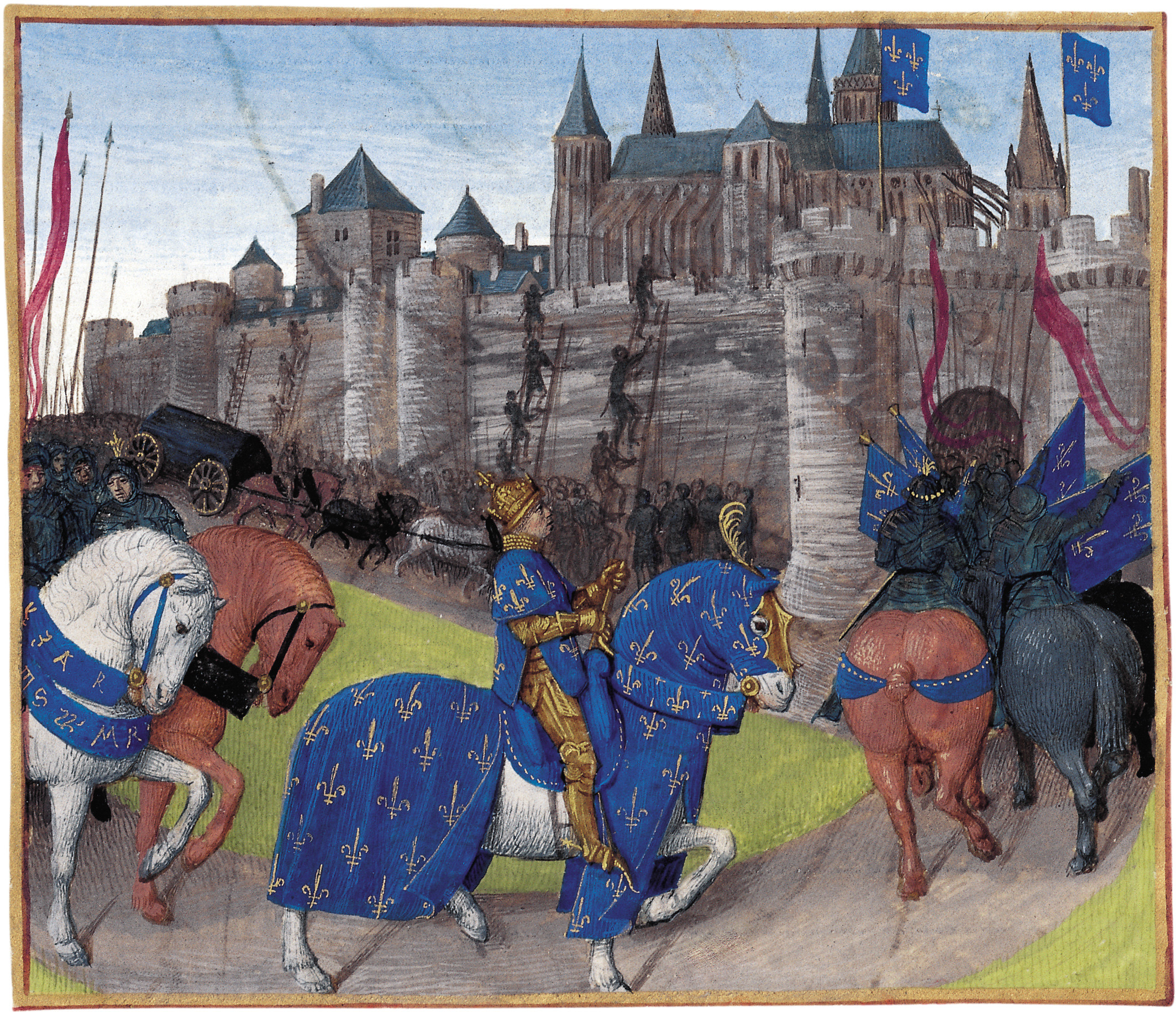
Philippe Auguste devant Tours en 1189, enluminure de Jean Fouquet.
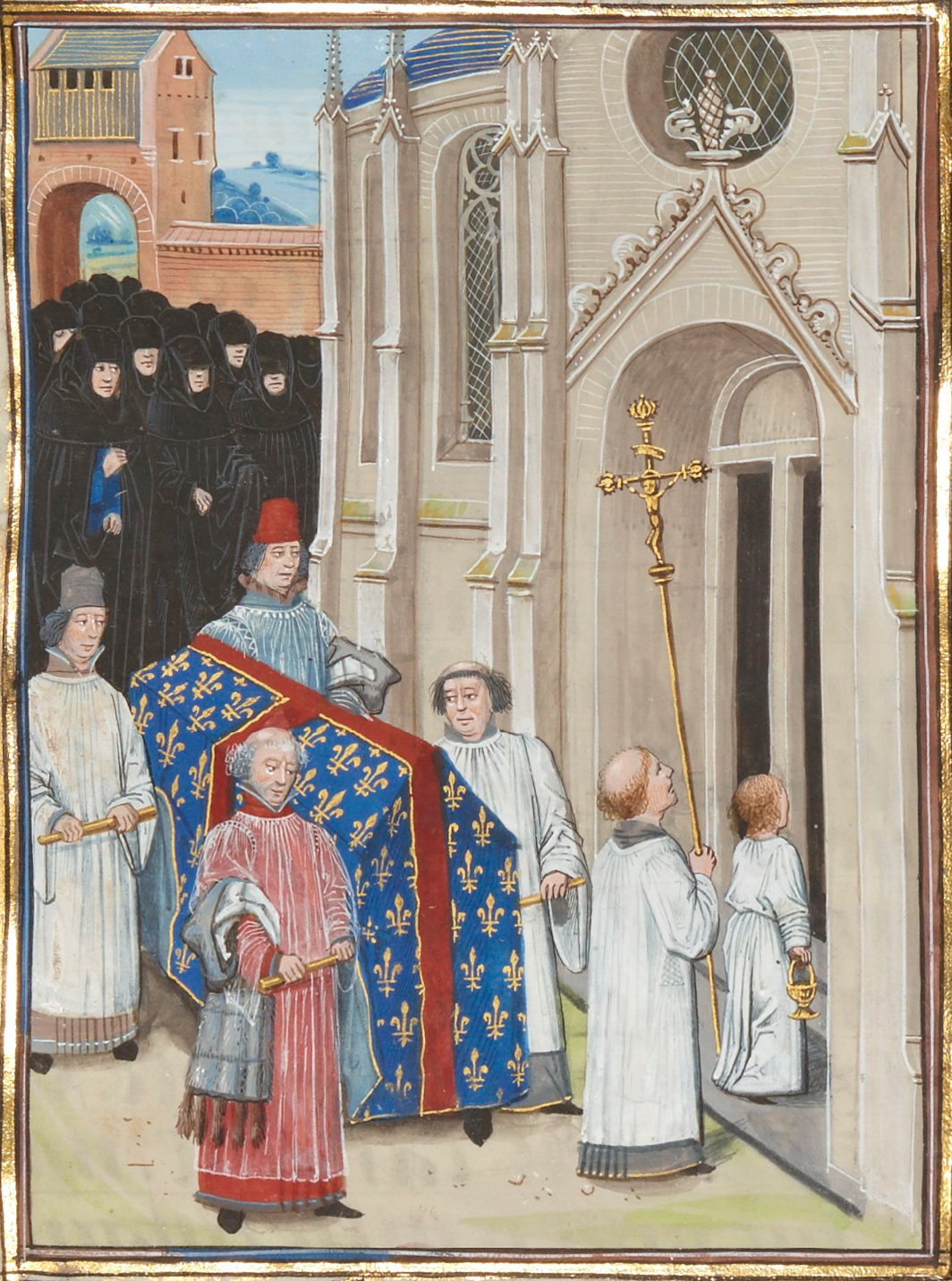
Les funérailles de Philippe VI par Jean Froissart
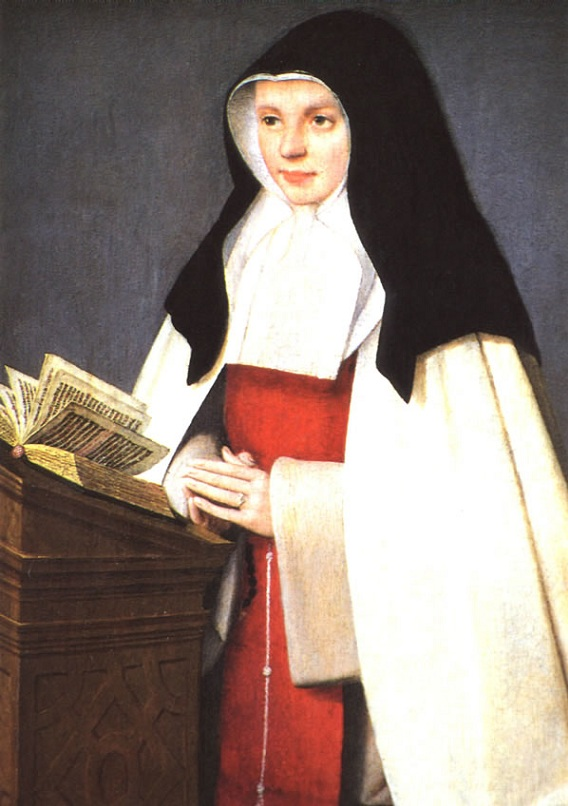
Portrait de Jeanne de Valois par Jehan Perréal (avant 1530).
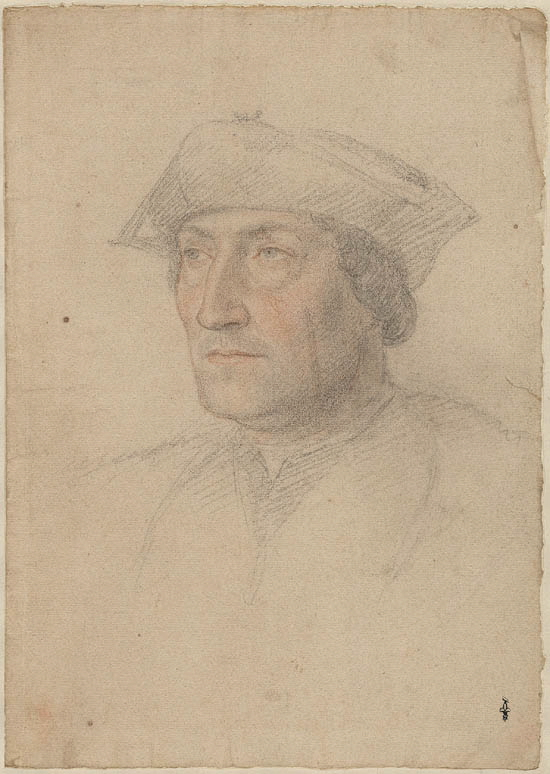
portrait présumé de Louis de Brézé par Jean Clouet - Musée de Chantilly.
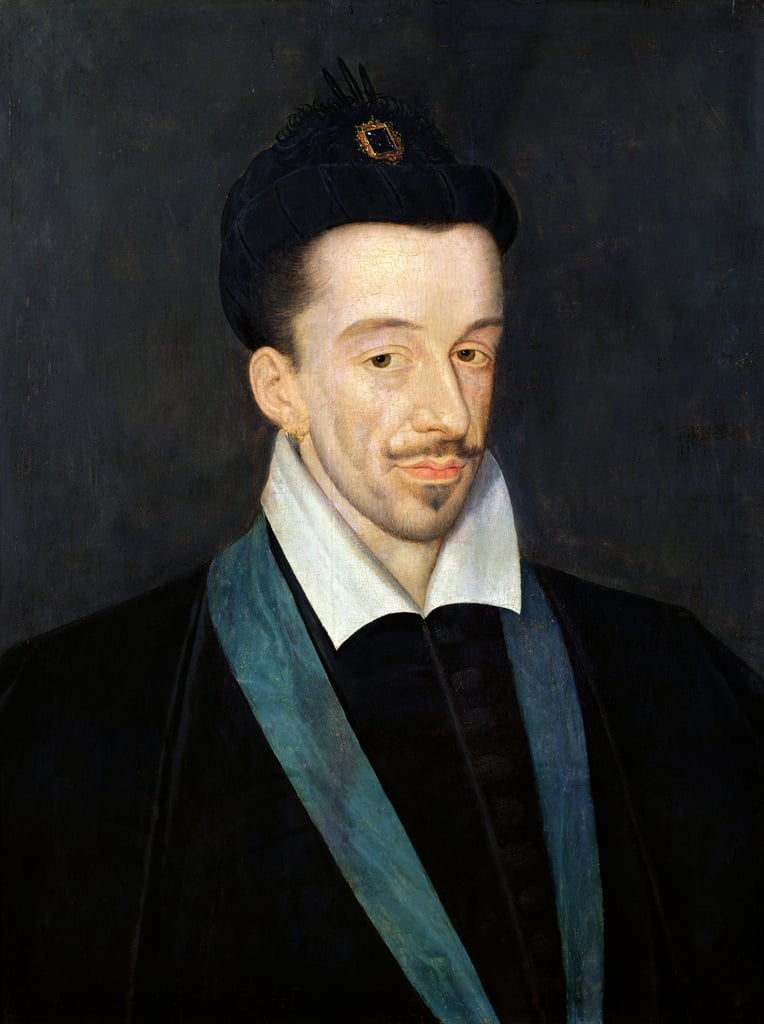
Portrait de Henri III par François Quesnel.

### Un port sur l'Eure entre Protestants et Catholiques
Le roi de France Henri II, en 1548 tente de rendre l'Eure navigable à nouveau de Chartres à Nogent-le-Roi. Guillaume Métezeau exécute le retable de l'église de Nogent-le-Roi en 1552. Le 20 décembre 1562, après la bataille de Dreux qui opposa catholiques et protestants le 19 et où le Prince de Condé fut défait par le Duc de Guise, l'ambassadeur d'Angleterre Trochkmorton et François Péruchel lieutenant du prince de Condé, sont arrêtés à Nogent-le-Roi par ledit duc de Guise dit le Balafré dans le château qui appartenait alors à Françoise de Brézé, la duchesse de Bouillon,.
En 1538 Françoise de Brézé, fille de Louis de Brézé et de Diane de Poitiers épouse le maréchal Robert IV, Seigneur de La Marck, duc de Bouillon et comte de Braine, qui hérite donc de Nogent-le-Roi. Leurs fils et petits-fils les ducs Henri-Robert († 1574), Guillaume-Robert († 1588) et sa sœur Charlotte († 1594) auront aussi Nogent, puis Charles-Robert comte de Maulévrier et de Braine frère cadet d'Henri-Robert († novembre 1622), et enfin son propre fils cadet Louis de La Marck marquis de Mauny († 1626), frère d'Henri-Robert II duc de Bouillon et comte de Braine († 1652), et d'Alexandre de La Marck (abbé d'Igny et de Braine ; † 1625). Puis Nogent est vendu en 1628 à Nicolas Bautru ci-dessous.
Nogent-le-Roi est un bastion des troupes d'Henri III en 1589. La population excédée par les vexations que ses troupes exerçaient sur elles assiègent le château. Les assiégeants sont commandés par un chanoine de Chartres à l'artillerie. Les troupes se rendent, et ont la vie sauve mais le commandant du château Poussemotte de Chartres s'enfuit : rattrapé il fut tué sur la place des Halles. Peu de temps après, le 27 novembre 1590, le château est repris et la ville pillée par les troupes royales qui pendent le capitaine gardant le château,.

### Le comté de Nogent-le-Roi, des Bautru aux Noailles

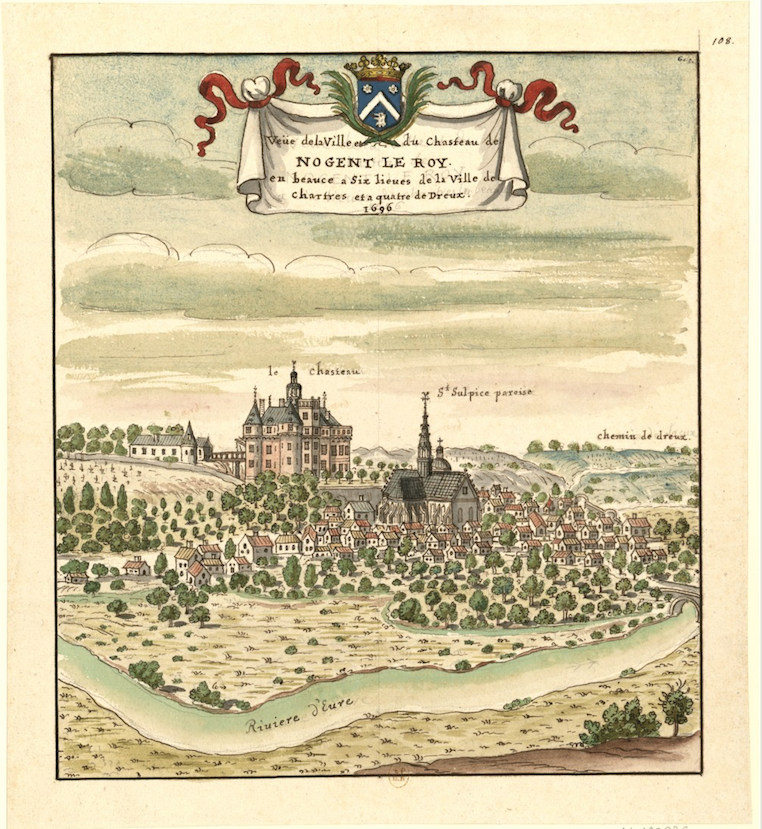
Vue de Nogent-le-Roi, en 1696 par Louis Boudan, BnF, Paris.

La ville est appelée Nogen-le-Rey en 1612. En 1628, la seigneurie (baronnie-châtellenie) est vendue à Nicolas (de) Bautru, marquis de Tremblay, frère cadet de Guillaume, et en août 1636, la baronnie de Nogent-le-Roi est érigée en Comté pour Nicolas Bautru († 1661), Capitaine des gardes de la Porte, et favori du Cardinal de Richelieu (frère de Guillaume Bautru II, comte de Serrant, académicien et diplomate ; voir des précisions sur les Bautru à l'article qui lui est consacré).
En 1736, la ville prend le nom de Saint-Sulpice de Nogent-le-Roy (du nom de l'église paroissiale, cf. ci-dessus-1494, et plus bas). Armand (de) Bautru, le fils de Nicolas, est aussi comte de Nogent [† 1672 ; x Diane Charlotte Nompar de Caumont, sœur du duc de Lauzun < parents de Louis-Armand Bautru, comte de Nogent < Henriette-Emilie Bautru († 1757), x 1743 Louis IV marquis de Melun (> branche 10 "du Bignon")-Maupertuis (1703-63), sans postérité].
Les difficultés financières s'accumulent, le château dont il subsiste des parties s'écroule faute de réparations, il n'en reste rien aujourd'hui... Vers 1746, Emilie et Louis de Melun vendent le comté de Nogent au Maréchal-Duc de Noailles (1678-1766) < Louis, autre maréchal-duc de Noailles et comte de Nogent (1713-93). En 1771 Nogent-le-Roi compte environ 1200 habitants. elle est alors considérée comme un petit port fluvial : « C'est à cette ville que la rivière Eure commence à porter bateau » avec des chemins de halage jusqu'à Chartres et vers Rouen. Nogent-le-Roi compte 700 fiefs et 70 grandes terres.
Pendant la Révolution française, la ville prend le nom de Nogent-le-Roulebois, du nom de la seconde rivière qui la traverse.

### AuXIXesiècle
La ville est décrite, en 1817 comme siège d'une justice de paix dépendant d'Orléans, et ayant six foires par an et un marché par semaine pour 1300 habitants. Elle possède trois moulins à farine. Son terroir est fait de " labours, prairies, vigne et bois ".
Entre 1821 et 1822, ce qui reste de l’ancien château est démoli par l’entrepreneur Théodore Noël. Puis le maire de Nogent-le-Roi de 1861 à 1894, Eugène Mesquite, par ailleurs collaborateur du Baron Haussmann, fait construire la ligne de chemin de fer Dreux-Maintenon (mise en service en 1887) et bâtir l’hôpital, l’école maternelle, l’hôtel de ville et à partir de 1860 sur les ruines de l'ancien château-fort, un château dans le style Louis XIII, par Alfred Chapelain. Il adjoint au pastiche des éléments Renaissance qui viennent du Château de Grogneul à Saint-Piat. Aujourd'hui dans le parc de 90 ha  s'ébattent une centaine de daims en semi-liberté.

### AuXXesiècle
Le PC de la  8e division légère d'infanterie coloniale est installé à Nogent-le-Roi en 1940 lors des violents combats du 12 au 15 juin  qui l'oppose à l'armée allemande (combat de Chartainvilliers).
- 1944 : Bombardements alliées et combats aériens se succèdent. L'église de Nogent-le- Roi est atteinte.
- 1955-1966: EDF teste un  prototype d'éolienne[64].
- 1965 : 19 juin visite du président de la République le Général de Gaulle.

## Politique et administration

### Tendances politiques et résultats

#### Élections municipales du 15 mars 2020
- Maire sortant : Jean-Paul Mallet (ne se représente pas)
- 27 sièges à pourvoir au conseil municipal (population légale 2017 : 4 084 habitants)
- 5 sièges à pourvoir au conseil communautaire (communauté de communes des Portes Euréliennes d'Île-de-France)

| Tête de liste  | Tête de liste   | Liste          | Premier tour | Premier tour | Sièges | Sièges |
| Tête de liste  | Tête de liste   | Liste          | Voix         | %            | CM     | CC     |
| -------------- | --------------- | -------------- | ------------ | ------------ | ------ | ------ |
|                | Philippe Renaud | DVD            | 737          | 59,87        | 22     | 4      |
|                | Patrick Prieur  | Divers         | 494          | 40,12        | 5      | 1      |
|                |                 |                |              |              |        |        |
| Inscrits       | Inscrits        | Inscrits       | 2 709        | 100,00       |        |        |
| Abstentions    | Abstentions     | Abstentions    | 1 455        | 53,71        |        |        |
| Votants        | Votants         | Votants        | 1 254        | 46,29        |        |        |
| Blancs et nuls | Blancs et nuls  | Blancs et nuls | 23           | 0,85         |        |        |
| Exprimés       | Exprimés        | Exprimés       | 1 231        | 45,44        |        |        |

### Liste des maires
| Période                                  | Période                   | Identité                    | Étiquette    | Qualité |
| ---------------------------------------- | ------------------------- | --------------------------- | ------------ | --- |
| Les données manquantes sont à compléter. |                           |                             |              | |
| vers 1878                                |                           | Eugène-Auguste Mesquite     | Droite       | Collaborateur du Baron Haussmann Conseiller général de Nogent-le-Roi (1861-1894)                                                                                             |
| 1904                                     |                           | Ernest-Léon Dupuis          |              | Propriétaire, ancien vétérinaire Conseiller d'arrondissement |
| 1912                                     | 1922                      | Albert Rafa                 |              | Propriétaire, horticulteur |
| 1923                                     |                           | Henri Lemouettre            | RG           | Propriétaire Conseiller général de Nogent-le-Roi (1925-1931) |
| 1929                                     |                           | Maurice Durand              |              | |
| Les données manquantes sont à compléter. |                           |                             |              | |
| 1941                                     | mars 1971                 | Georges Lavigne (1891-1982) |              | PDG de L'Écho républicain, négociant en tissus |
| mars 1971                                | mars 1977                 | Edmond Thorailler           | UDR puis RPR | Notaire Député d'Eure-et-Loir (2e circ.) (1958-1967 et 1968-1973) Conseiller général de Nogent-le-Roi (1970-1980)                                                            |
| mars 1977                                | juin 1995                 | Michel Beaujouan            | DVD          | Notaire Conseiller général de Nogent-le-Roi (1980-1994) |
| juin 1995                                | mai 2020                  | Jean-Paul Mallet            | SE-DVG       | Enseignant du 1er degré Conseiller général de Nogent-le-Roi (1994-2015) Président de la CC des Quatre Vallées Vice-président de la CC des Portes Euréliennes d'Île-de-France |
| mai 2020                                 | avril 2023                | Philippe Renaud,            | DVD          | Retraité de la Gendarmerie Démissionnaire |
| mai 2023                                 | En cours (au 6 juin 2023) | Jean-Loup Vidon             |              | Huissier de justice honoraire, 1er adjoint (2021 → 2023) |

## Population et société

### Démographie
L'évolution du nombre d'habitants est connue à travers les recensements de la population effectués dans la commune depuis 1793. Pour les communes de moins de 10 000 habitants, une enquête de recensement portant sur toute la population est réalisée tous les cinq ans, les populations de référence des années intermédiaires étant quant à elles estimées par interpolation ou extrapolation. Pour la commune, le premier recensement exhaustif entrant dans le cadre du nouveau dispositif a été réalisé en 2004.

En 2022, la commune comptait 4 023 habitants, en évolution de −2,64 % par rapport à 2016 (Eure-et-Loir : −0,23 %, France hors Mayotte : +2,11 %).
| 1793  | 1800  | 1806  | 1821  | 1831  | 1836  | 1841  | 1846  | 1851  |
| ----- | ----- | ----- | ----- | ----- | ----- | ----- | ----- | ----- |
| 1 277 | 1 290 | 1 242 | 1 226 | 1 303 | 1 320 | 1 336 | 1 359 | 1 464 |

| 1856  | 1861  | 1866  | 1872  | 1876  | 1881  | 1886  | 1891  | 1896  |
| ----- | ----- | ----- | ----- | ----- | ----- | ----- | ----- | ----- |
| 1 466 | 1 412 | 1 487 | 1 436 | 1 486 | 1 559 | 1 531 | 1 573 | 1 618 |

| 1901  | 1906  | 1911  | 1921  | 1926  | 1931  | 1936  | 1946  | 1954  |
| ----- | ----- | ----- | ----- | ----- | ----- | ----- | ----- | ----- |
| 1 680 | 1 712 | 1 778 | 1 488 | 1 500 | 1 424 | 1 314 | 1 471 | 1 420 |

| 1962  | 1968  | 1975  | 1982  | 1990  | 1999  | 2004  | 2006  | 2009  |
| ----- | ----- | ----- | ----- | ----- | ----- | ----- | ----- | ----- |
| 1 733 | 1 789 | 2 527 | 3 267 | 3 832 | 4 142 | 4 067 | 3 998 | 4 157 |

| 2014  | 2019  | 2022  | - | - | - | - | - | - |
| ----- | ----- | ----- | - | - | - | - | - | - |
| 4 116 | 3 981 | 4 023 | - | - | - | - | - | - |

### Enseignement
- École maternelle Charles-Péguy ;
- École élémentaire Eugène-Mesquite-Gaston-Couté ;
- École élémentaire Jean-Rostand ;
- École privée Saint-Joseph ;
- Collège public Jean-Moulin.

## Culture locale et patrimoine

### Lieux et monuments
Nogent-le-Roi comporte sept édifices classés ou inscrits au titre de monument historique. Le village est dominé par la haute silhouette de l'église Saint-Sulpice et surplombé par une colline couronnée par le château de Nogent.

#### Église Saint-Sulpice[74]
Classé MH (1908).
Sa construction débute au XVe siècle. La première pierre est posée en 1494 par Louis de Brézé, seigneur de Nogent. Elle est bâtie sur un ancien sanctuaire décrit au XIe siècle dont il ne reste plus de vestiges. Sa construction se prolonge jusqu'au XVIIe siècle. L'église était accolée au château fort. Ses murs au sud laissent apparaître des traces de fortifications de la ville.
Le monument ne fut cependant jamais terminé. La rue principale en avant fait place à la nef de deux travées qui ne fut jamais faite (milieu du XVIe siècle). D'où la façade, sur laquelle il manque les ornements, et qui par une simple porte ouvre directement sur le chœur et le déambulatoire typique de la Renaissance (fin XVe siècle) lui donnant un étrange sentiment de déséquilibre. Le transept est début XVIe siècle. La tour extérieure fut construite au XVIIe siècle. On peut voir sur la porte Est les traces du chemin de ronde du château, à laquelle l'église était appuyée et faisant partie du système défensif.
L'intérieur est richement orné de vitraux, mais aussi de cénotaphes et retables en bois et d'une grille de chœur du XVIIIe siècle. Les armoiries des familles nogentaises ornent les clés de voûte. Celles de la famille de Bautru sont devenues celle de la ville. On peut voir dans l'église :
- Un ensemble de vitraux du XVIe siècle consacrés aux miracles eucharistiques, dont l'un, montrant un Christ athlétique, aurait été offert par Diane de Poitiers. L'ensemble des 23 verrières est classé monument historique à titre d'objet[77] ;
- Une relique de sainte Jeanne de France ;
- Dans la chapelle des fonts baptismaux, un tableau du début du XVIIe siècle représentant un Christ en croix, peut-être attribué à la famille de Hoey,  Inscrit MH (2018)[78],[79],[80].

L'église Saint-Sulpice de Nogent-le-Roi
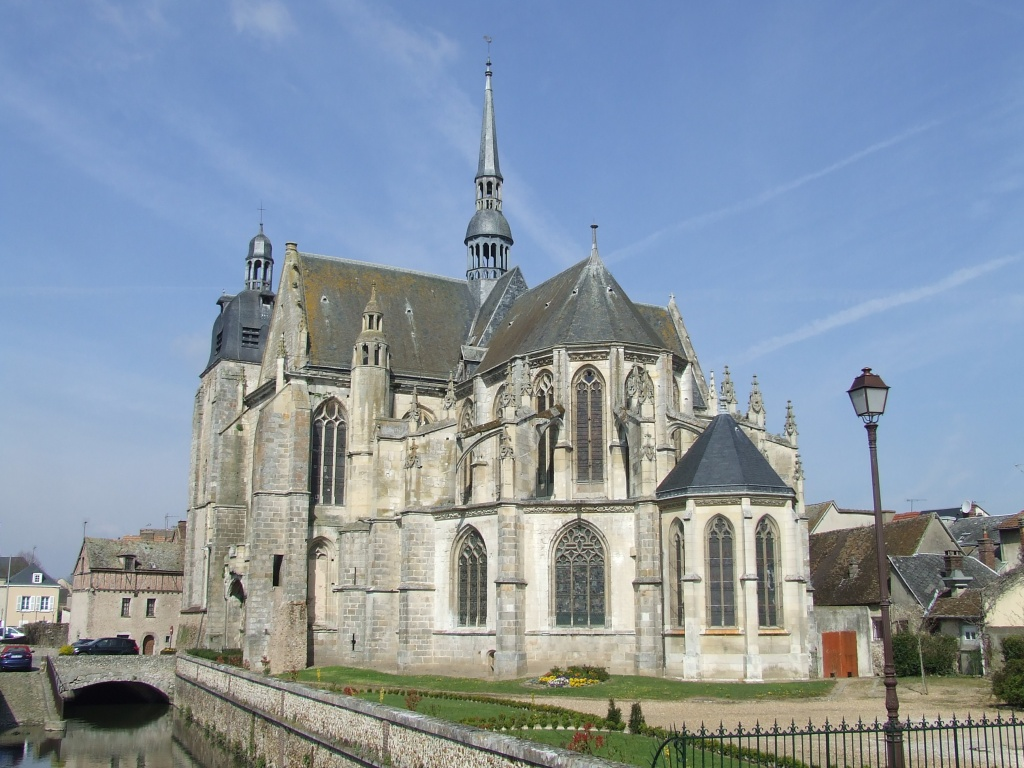
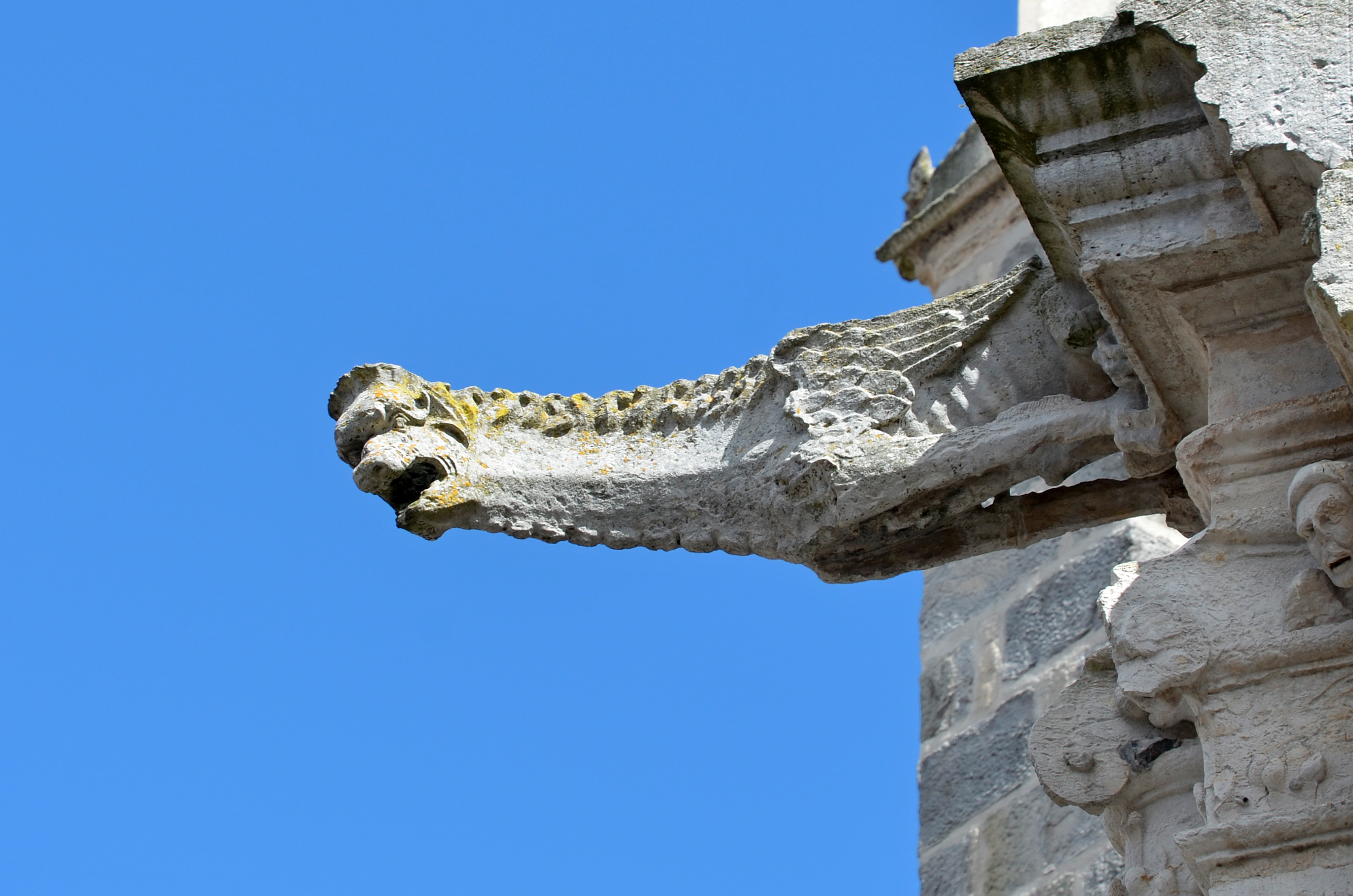
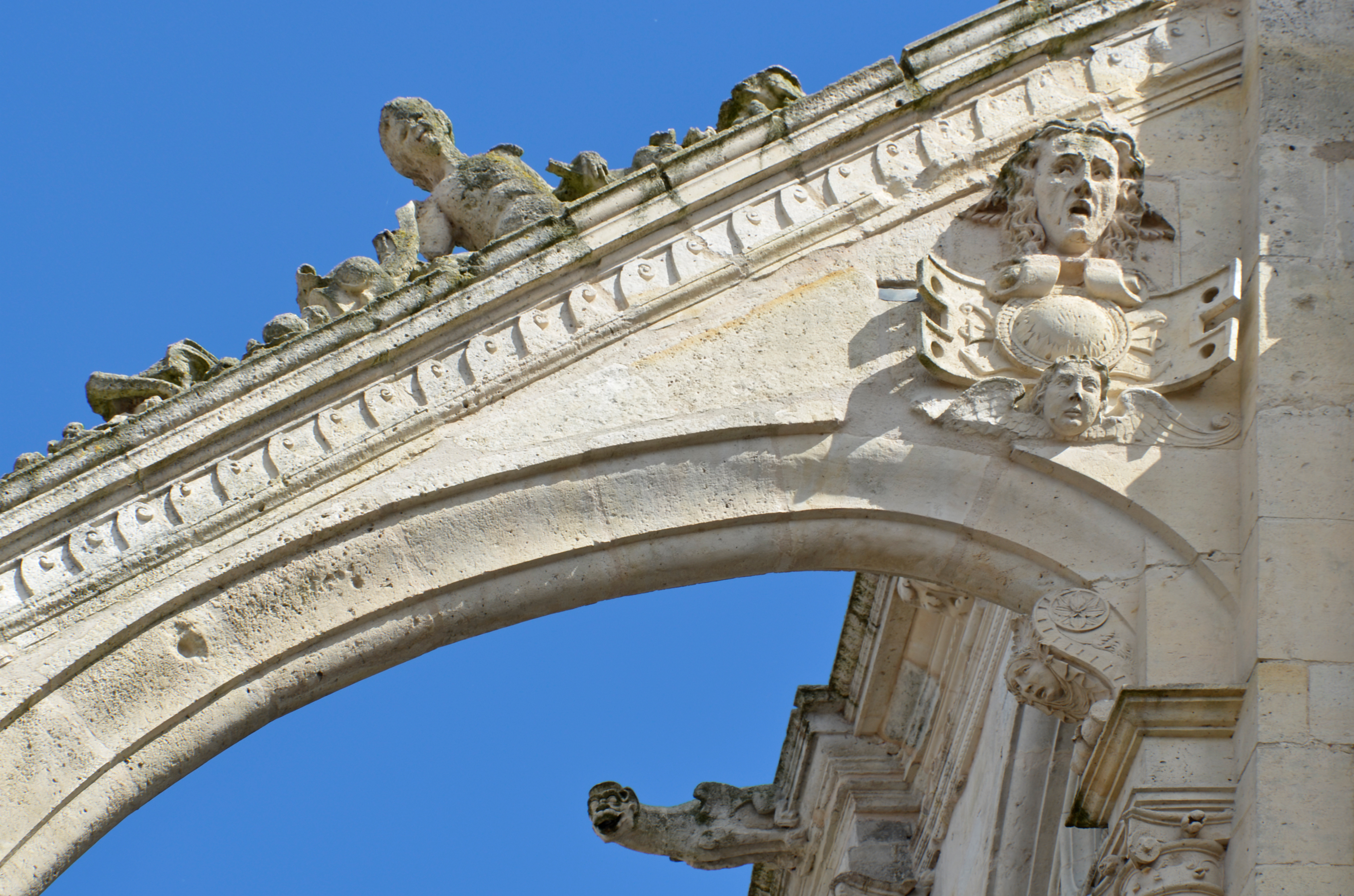
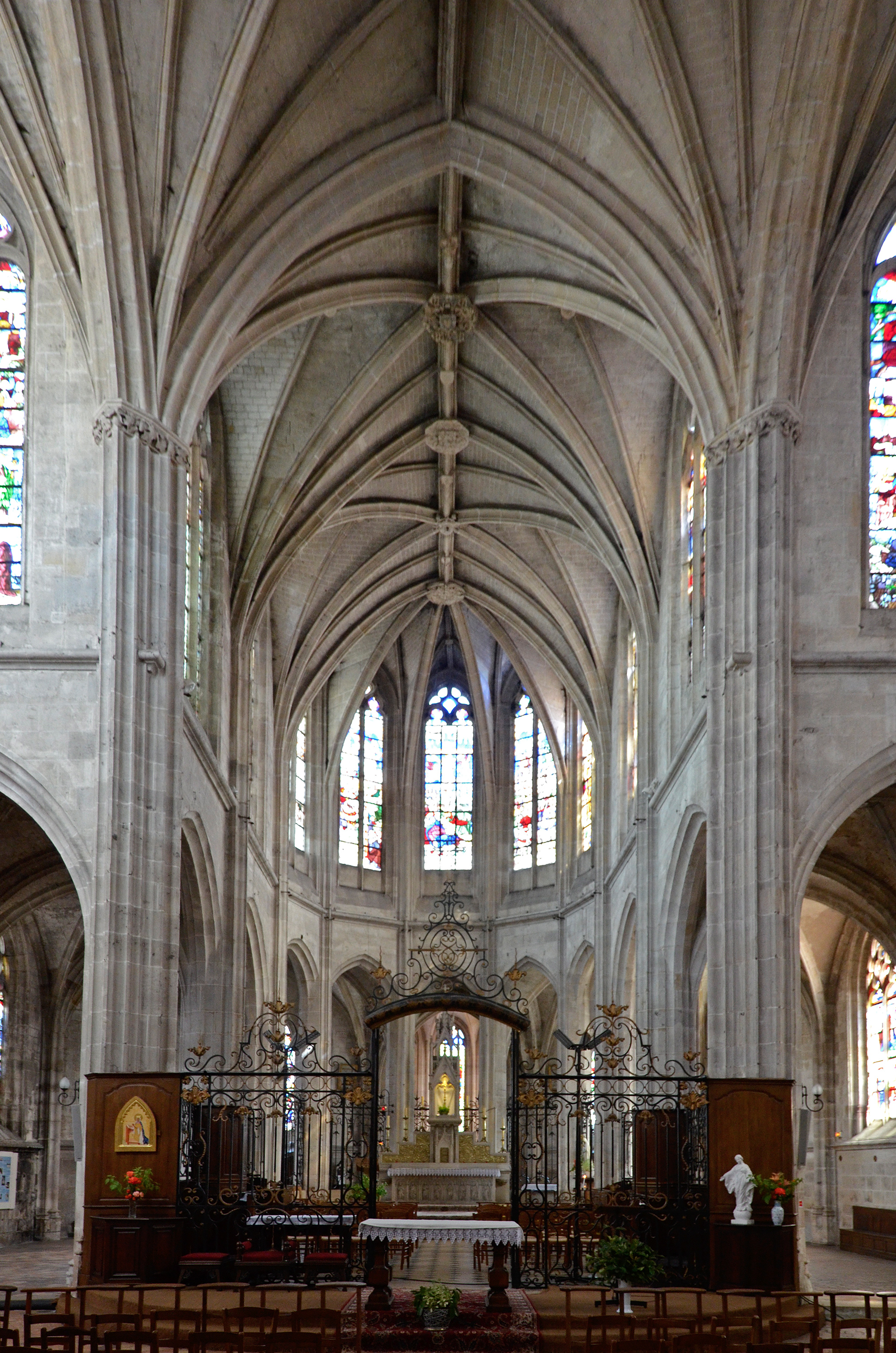
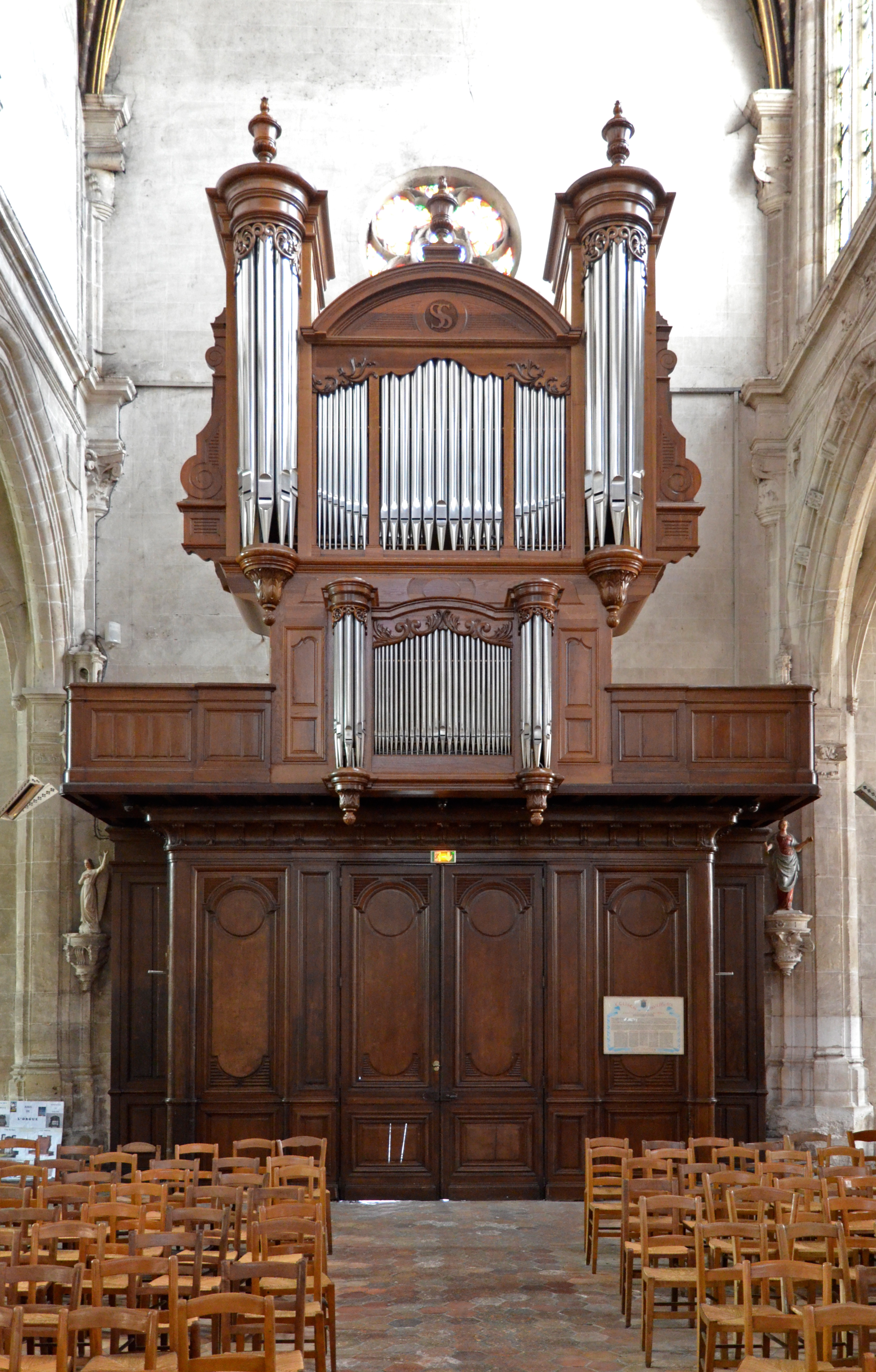
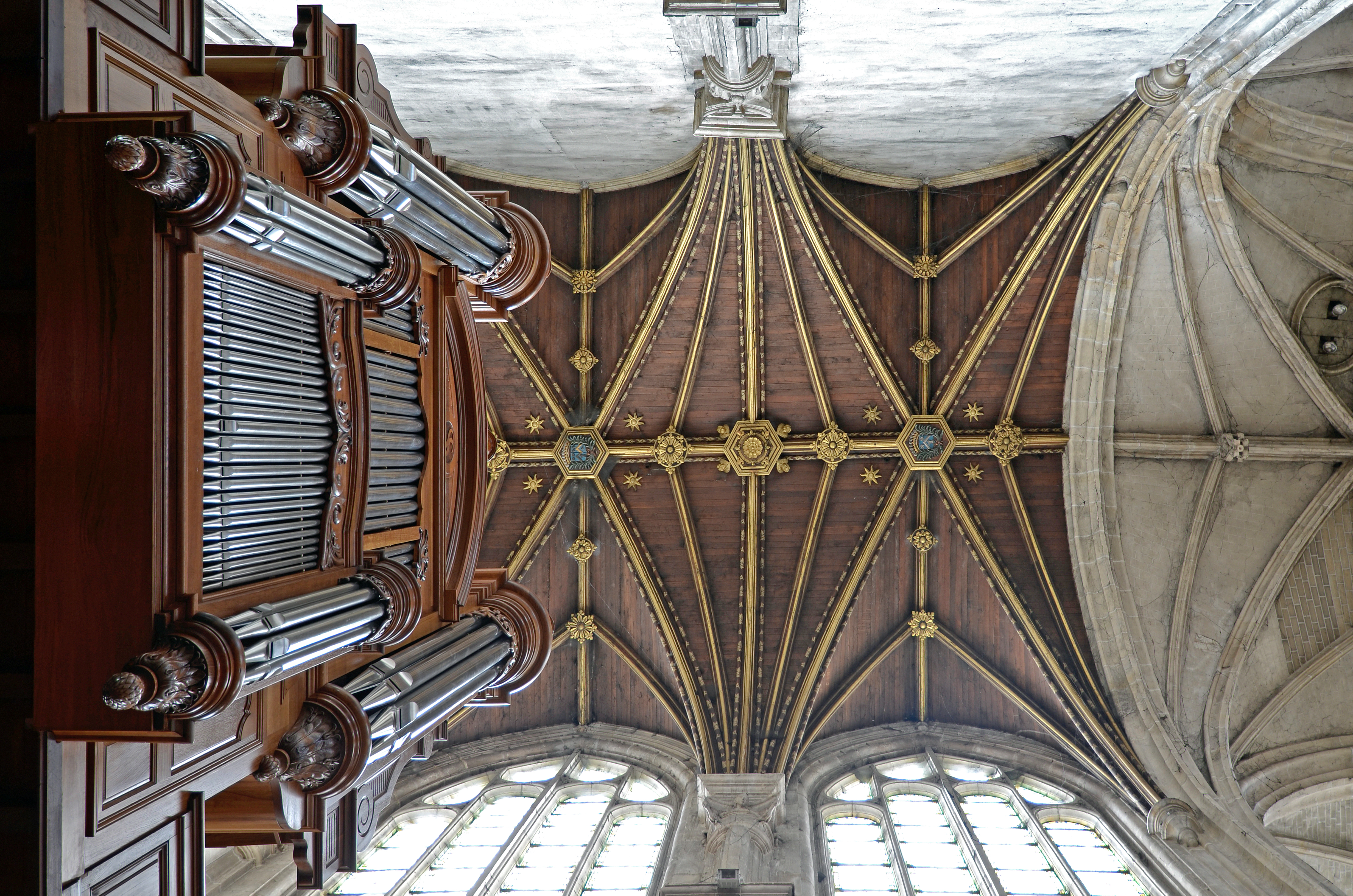
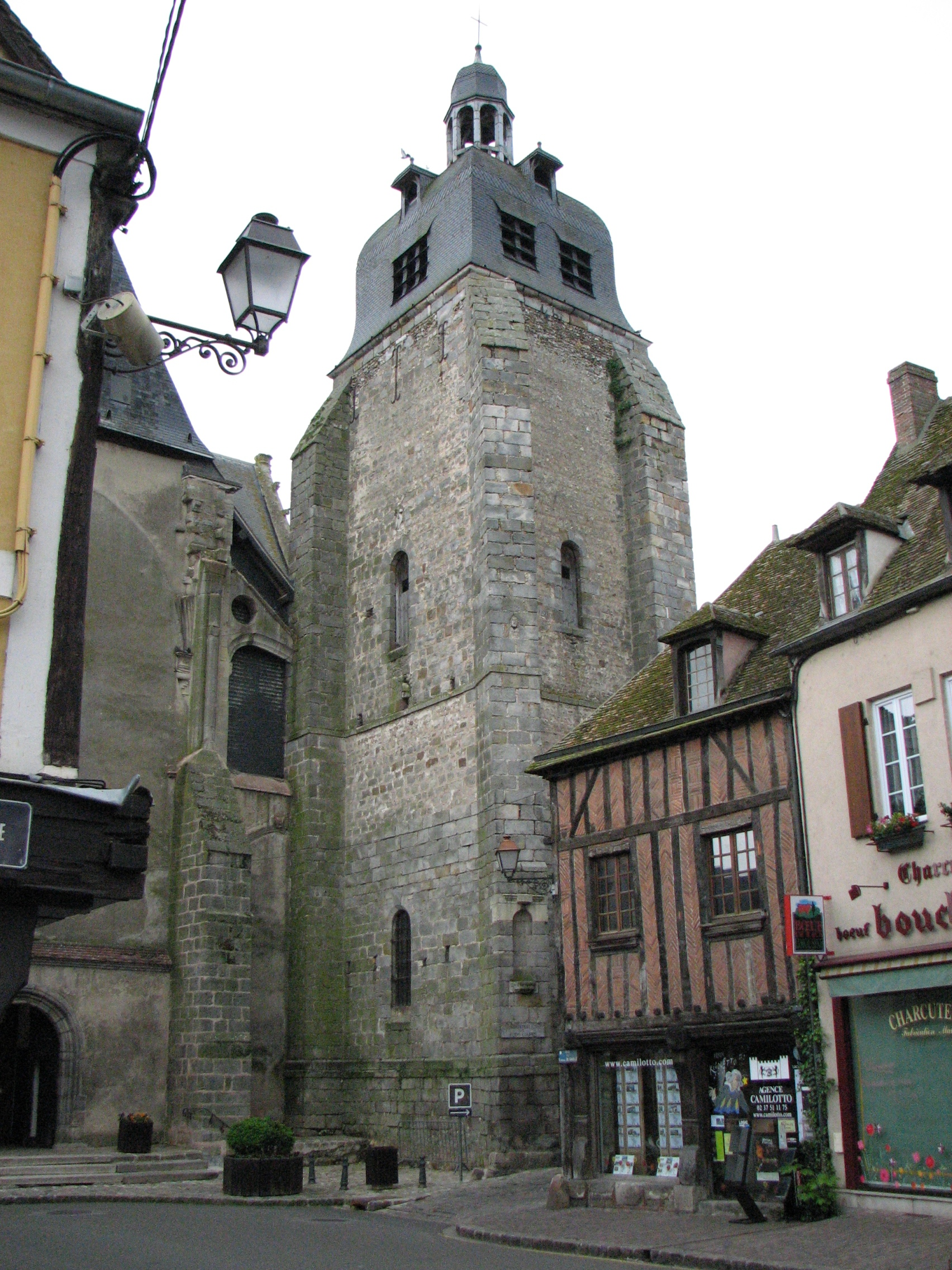

#### Château
Inscrit MH (1993)

#### Maisons anciennes

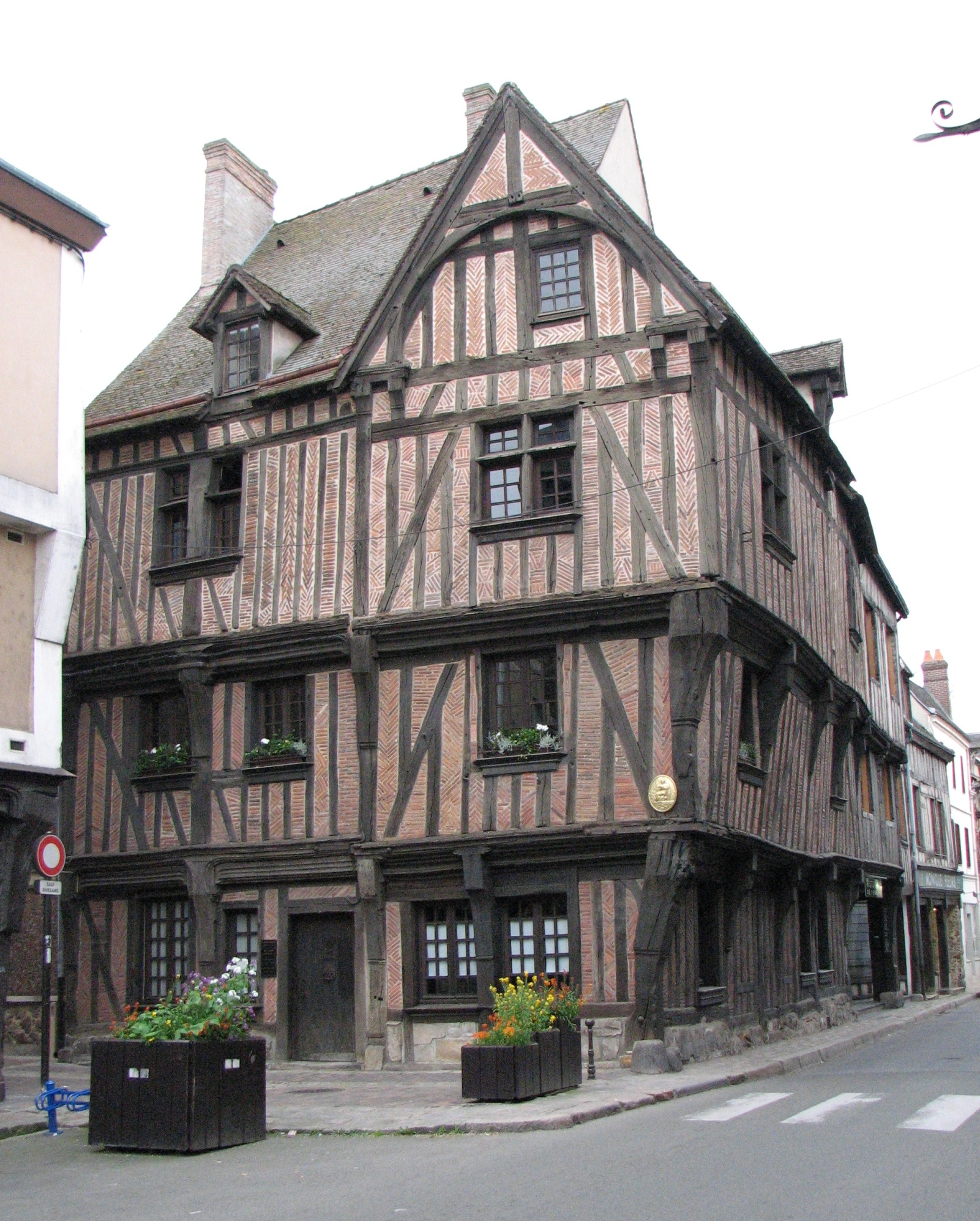
Maison de l'Obrador.

Dans la rue du Général-de-Gaulle, plusieurs maisons anciennes à pans de bois des XVe et XVIe siècles ont été inscrites au titre de monument historique :
- au no 13, la « maison de l'Obrador », dite aussi « maison de Diane », XVe siècle,  Inscrit MH (1966)[82] ;
- au no 2, maison du XVIe siècle,  Inscrit MH (1967)[83] ;
- au no 8, maison des XVe et XVIe siècles,  Inscrit MH (1966)[84] ;
- au no 12, maison du XVe siècle,  Inscrit MH (1967)[85].

Dans la rue du Faubourg Valmorin, au no 49, se trouve également une maison du XVIe siècle, appelée « Maison de Blévy », située autrefois à Blévy en face de l'église,  Classé MH (1914).

### Personnalités liées à la commune
- Selon certaines sources [87], le roi de France Philippe VI de Valois mourut dans l'ancien château fort de Nogent-le-Roi en 1350[88].
- Le roi Saint Louis coucha dans la ville et fit le pèlerinage jusqu'à Chartres [89].
- Sainte Jeanne de France, fille du roi Louis XI, épouse répudiée du roi Louis XII, et fondatrice des Annonciades, est née à Nogent-le-Roi le 23 avril 1464 ;
- Louis de Brézé (vers 1460-1531), seigneur de Nogent-le-Roi ;
- Diane de Poitiers, épousa en secondes noces Louis de Brézé ;
- Françoise de Brézé (1518 - 1574), fille de Louis de Brézé et de Diane de Poitiers. Son cœur embaumé ainsi que plusieurs de ses enfants furent enterrés dans l'église Saint-Sulpice ;
- Charles Loyseau, juriste, né à Nogent-le-Roi en 1566 ;
- L'acteur Duchemin (1674-1754), sociétaire de la Comédie-Française, est né à Nogent-le-Roi ;
- Agricol Perdiguier (1805-1875), écrivain, représentant du peuple à l'Assemblée constituante de 1848, député de la Seine. Il a vécu à Nogent-le-Roi de 1831 à 1833 ;
- William Clochard (1894-1990), peintre, y est mort ;
- Luc Merenda (né en 1943), acteur ;
- Michèle Battut (née en 1946), artiste peintre, lithographe et sculptrice française, réside notamment à Nogent ;
- Anna Gavalda (née en 1970), romancière, a grandi à Nogent-le-Roi. Petite fille, elle fréquentait assidûment, après l'école, le regretté magasin Histoire de voir;

### Héraldique
| Armes de Nogent-le-Roi | Les armes de la commune de Nogent-le-Roi se blasonnent ainsi : D'azur au chevron accompagné de deux roses en chef et d'une tête de loup arrachée en pointe, le tout d'argent. |